# Stazione di Düsseldorf-Benrath
La stazione di Düsseldorf-Benrath è una fermata ferroviaria posta sulla linea Colonia-Duisburg. Serve il quartiere di Benrath della città di Düsseldorf.
In considerazione della sua importanza architettonica, dal 23 gennaio 1998 è classificata "monumento della tecnica" (Technisches Denkmal).

## Storia
L'impianto, in origine denominato semplicemente "Benrath" e avente qualifica di stazione, entrò in servizio il 20 dicembre 1845 con l'attivazione della linea da Colonia a Düsseldorf della società Cöln-Mindener Eisenbahn.
Nel 1932 il fabbricato viaggiatori d'origine venne sostituito da un edificio in stile moderno. L'anno successivo, in seguito dell'annessione di Benrath alla città di Düsseldorf, l'impianto assunse la nuova denominazione di "Düsseldorf-Benrath (Rh)", poi semplificato con l'eliminazione del suffisso a partire dal 15 maggio 1938.

## Strutture e impianti
La fermata conta quattro binari, serviti da due banchine ad isola accessibili tramite un sottopassaggio; i binari 1 e 2 sono serviti dalla S-Bahn, mentre i binari 3 e 4 sono serviti dai treni regionali, oltre che dai treni lunga percorrenza che a Benrath non fermano.
Il fabbricato viaggiatori è un edificio in stile moderno con facciate rivestite in klinker, caratterizzato dalla giustapposizione dei corpi di fabbrica secondo diversi orientamenti, ottenendo un effetto di dinamismo unito ad una chiara differenziazione dei volumi a seconda delle funzioni ospitate.

## Movimento
La fermata è servita dalle linee RegioExpress RE 1 e RE 5 e dalle linee S 6 e S 68 della S-Bahn.

## Interscambi
- Fermata metropolitana leggera (Benrath S, linee U 71 e U 83)[4]
- Fermata autobus[4]
- Stazione taxi[5]

### Esplicative
1. ↑  Abbreviazione di Rheinland, ovvero "Renania".

### Bibliografiche
1. ↑  (DE) Denkmalliste: Detailinformationen, su duesseldorf.de (archiviato dall'url originale il 10 dicembre 2012).
2. 1 2 3  Berger (1987), p. 105.
3. ↑   Schnellverkehrsplan VRR (PDF), su vrr.de. URL consultato il 4 maggio 2019 (archiviato dall'url originale il 15 dicembre 2017).
4. 1 2  (DE) Liniennetz Düsseldorf (PDF), su rheinbahn.de.
5. ↑  (DE) Düsseldorf-Benrath, su bahnhof.de. URL consultato il 15 settembre 2017 (archiviato dall'url originale il 16 settembre 2017).